# Ландульф II (князь Капуи)
Ланду́льф II (около 825 года—879) — епископ, а затем князь Капуи (в 863—879 годах).
Ландульф II был младшим из четырёх известных сыновей капуанского графа Ландульфа I Старого, младший брат Ландо I и Пандо Капуанских. Будучи младшим сыном в семье, Ландульф выбрал духовную карьеру и стал епископом Капуи. Вскоре после смерти Пандо Ландульф II отстранил от власти князя Панденульфа и сам стал князем Капуи, сохранив за собой и пост епископа (863). В 866 году Ландульф II был осаждён в Капуе императором Людовиком II и признал себя его вассалом. Когда в 871 году беневентский князь Адельхис поднял мятеж против императора, Ландульф остался верным Людовику II. После смерти Людовика II Ландульф II стал союзником арабов и только по призыву папы римского Иоанна VIII порвал с сарацинами (877).
Ландульф II умер в 879 году. После его смерти в Капуе началась гражданская война между двумя его племянниками Панденульфом и Ландо III за княжеский престол, а также между Ланденульфом и Ландульфом за капуанскую кафедру.